# Danieł Mojsow
Daniel Mojsow, maced. Дaниeл Mojсoв (ur. 25 grudnia 1987 w Kawadarci) – macedoński piłkarz występujący na pozycji obrońcy, reprezentant kraju. Od 2023 jest zawodnikiem Tikwesz Kawadarci.

## Kariera
Swoją karierę piłkarską rozpoczynał w klubie Tikwesz Kawadarci. W latach 2006–2010 był zawodnikiem Makedoniji Skopje. W 2009 roku sięgnął wraz z tym klubem po mistrzostwo Macedonii. W marcu 2010 roku odszedł do Wardaru Skopje, a w lipcu tego roku został zawodnikiem serbskiej Vojvodiny Nowy Sad. W Super liga Srbije zadebiutował 15 sierpnia 2010 roku w meczu z FK Jagodina (0:0). W latach 2013–2014 był zawodnikiem SK Brann.
Od 2008 roku występuje w reprezentacji Macedonii.